# 青福德和伍德福德格林 (英國國會選區)

選區在大倫敦的位置

青福德和伍德福德格林（英語：Chingford and Woodford Green），英國國會一自治市選區，包括大倫敦北部沃爾瑟姆福里斯特區的六個地方選區和雷德布里奇區的兩個地方選區。
1997年設立本區至今的當區議員為保守黨的伊恩·鄧肯·史密斯。他在2010年大選中以52.8%選票連任成功。